# أشوك تشافان
أشوك تشافان (بالهندية: अशोक चव्हाण)‏ (بالإنجليزية: Ashok Chavan) هو شخصية أعمال وسياسي هندي، ولد في 28 أكتوبر 1958 في مومباي في الهند. حزبياً، نشط في المؤتمر الوطني الهندي.

## مناصب
- انتخب Member of the Legislative Assembly (India) [الإنجليزية]‏.
- انتخب Member of the Maharashtra Legislature ‏.
- انتخب قائمة رؤساء وزراء مهاراشترا (8 ديسمبر 2008 – 9 نوفمبر 2010).
- انتخب Member of Maharashtra Legislative Assembly  [لغات أخرى]‏.
- انتخب عضو لوك سابها السادسة عشر ‏ عن دائرة Nanded Lok Sabha constituency [الإنجليزية]‏ وقد انضم خلال فترته النيابية [الإنجليزية]‏ (26 مايو 2014 – )  للكتلة البرلمانية المؤتمر الوطني الهندي.